# Посредникът
„Посредникът“ (на английски: The Go-Between) е името на британски филм от 1971 г. на режисьора Джоузеф Лоузи, с участието на Джули Кристи. Получава голямата награда „Златната палма“ на кинофестивала в Кан през 1971 година и е включен в 100-те най-добри филми на Британския филмов институт. Филмът е заснет в Норфолк. Направен е по едноименния роман на Л. П. Хартли, където действието се развива в началото на 1900-те.

## Сюжет
Англия, лятото на 1900 година. 12-годишният Лео остава при своя съученик Маркъс Модсли в къща в Норфолк. Там той среща Мериан, по-голямата сестра на Маркъс. Тя е ангажирана с богатия и благороден Хю Тримингам. Един ден Мериан моли Лео да предаде съобщение на Тед Бърджис, земеделски производител, с когото има тайна връзка. Лео е объркан: не иска да лъже Хю, но в същото време не може да откаже Мериан...

## В ролите
| Изпълнител       | Роля                            |
| ---------------- | ------------------------------- |
| Джули Кристи     | Мериан Модсли (Лейди Тримингам) |
| Едуард Фокс      | лорд Хю Тримингам               |
| Алън Бейтс       | Тед Бърджис                     |
| Маргарет Лейтън  | мисис Модсли, майка на Мериан   |
| Майкъл Гоф       | мистър Модсли, баща на Мериан   |
| Доминик Гард     | младия Лео Колстън              |
| Майкъл Редгрейв  | стария Лео Колстън              |
| Ричард Гибсън    | Маркъс Модсли                   |
| Симон Хюм-Кендъл | Денис                           |
| Роджър Лойд-Пек  | Чарли                           |
| Амарилис Гарнет  | Кейт                            |